# Venturia pumila
Venturia pumila là một loài tò vò trong họ Ichneumonidae.